# Zosuchus
Zosuchus ("Cocodrilo de[l Cañón] Zos") es un género extinto de crocodiliforme basal que vivió en el Cretácico Superior en los Lechos rojizos del Cañón de Zos (Formación Djadochta) en el desierto de Gobi en Mongolia. Fue descubierto en las expediciones realizadas por el Museo Americano de Historia Natural, y descrito por los paleontólogos Diego Pol y Mark Norell. La especie tipo y única conocida es Z. davidsoni, en honor de Amy Davidson. Este género poseía un hocico muy corto.

## Material
El material de Z. davidsoni consiste de cinco especímenes:
- IGM 100/1305 (holotipo): cráneo aislado y mandíbulas inferiores
- IGM 100/1304
- IGM 100/1306
- IGM 100/1307
- IGM 100/1308

## Filogenia
Pol & Norell (2004) consideraron que Zosuchus davidsoni era el taxón hermano del clado formado por Sichuanosuchus y Shantungosuchus. Estos tres géneros forman un clado basal de crocodiliformes que se relacionan por la presencia de una región posterior ventralmente desviada en el ramo mandibular.